# Маслёнок Беллини
Маслёнок Белли́ни (лат. Suillus bellinii) — съедобный гриб из рода маслёнок семейства Suillaceae. 
Синонимы:
- Boletus bellinii Inzenga, 1879basionym
- Ixocomus bellinii (Inzenga) Maire, 1933
- Rostkovites bellinii (Inzenga) Reichert, 1940

## Описание
Шляпка 6—14 см, гладкая, белая или коричневая, вначале полусферическая, затем выпукло-уплощённая, в центре более тёмная. Трубочки короткие, зеленовато-жёлтые, с небольшими угловидными порами. Ножка 3—6 х 2—3 см, короткая и массивная, беловато-жёлтого цвета, с красноватыми гранулами, утончающаяся и изогнутая у основания. Кольцо отсутствует. Споры охристые, 7,5—9,5 x 3,5—3,8 мкм. Мякоть нежная, беловатая, с сильным запахом и приятным вкусом.

## Сходные виды
Съедобные: 
- Маслёнок жёлто-коричневый (Suillus collinitus)
- Маслёнок зернистый (Suillus granulatus)

Несъедобные:
- Suillus mediterraneensis